# Liste der Premierminister von Kambodscha
Liste der Premierminister von Kambodscha. Der Premierminister von Kambodscha ist Regierungschef des Königreichs Kambodscha. Er sitzt dessen Kabinett vor und vertritt die Regierung nach außen. Der Premierminister wird für fünf Jahre gewählt und muss Mitglied des Parlaments sein. Seit 1945 hatte Kambodscha 36 Premierminister.

## Premierminister von Kambodscha

### Kambodscha unter französischem Protektorat (1945–1953)
| №                                                      | №   | Porträt | Name (Lebensdaten)                | Amtsantritt        | Amtsaustritt       | Amtsdauer          | Politische Partei             |
| ------------------------------------------------------ | --- | ------- | --------------------------------- | ------------------ | ------------------ | ------------------ | ----------------------------- |
| König Norodom Sihanouk (25. April 1941 – 3. März 1955) |     |         |                                   |                    |                    |                    |                               |
|                                                        | 1   |         | Norodom Sihanouk (1922–2012)      | 18. März 1945      | 13. August 1945    | 148 Tage           | parteilos                     |
|                                                        | 2   |         | Son Ngoc Thanh (1908–1977)        | 14. August 1945    | 16. Oktober 1945   | 63 Tage            | parteilos                     |
|                                                        | 3   |         | Sisowath Monireth (1909–1975)     | 17. Oktober 1945   | 15. Dezember 1946  | 1 Jahr und 59 Tage | parteilos                     |
|                                                        | 4   |         | Sisowath Youtevong (1913–1947)    | 15. Dezember 1946  | 15. Juli 1947      | 212 Tage           | Demokratische Partei          |
|                                                        | 5   |         | Sisowath Watchayavong (1891–1972) | 25. Juli 1947      | 20. Februar 1948   | 210 Tage           | Demokratische Partei          |
|                                                        | 6   |         | Chhean Vam (1916–2000)            | 20. Februar 1948   | 14. August 1948    | 176 Tage           | Demokratische Partei          |
|                                                        | 7   |         | Penn Nouth (1906–1985)            | 15. August 1948    | 21. Januar 1949    | 159 Tage           | Demokratische Partei          |
|                                                        | 8   |         | Yem Sambaur (1905–1950)           | 12. Februar 1949   | 20. September 1949 | 220 Tage           | Demokratische Partei          |
|                                                        | 9   |         | Ieu Koeus (1913–1989)             | 20. September 1949 | 29. September 1949 | 9 Tage             | Demokratische Partei          |
|                                                        | (8) |         | Yem Sambaur (1905–1950)           | 29. September 1949 | 28. April 1950     | 211 Tage           | Demokratische Partei          |
|                                                        | (1) |         | Norodom Sihanouk (1922–2012)      | 28. April 1950     | 30. Mai 1950       | 32 Tage            | parteilos                     |
|                                                        | 10  |         | Sisowath Monipong (1912–1956)     | 30. Mai 1950       | 3. März 1951       | 277 Tage           | parteilos                     |
|                                                        | 11  |         | Oum Chheang Sun (1900–1963)       | 3. März 1951       | 12. Oktober 1951   | 223 Tage           | National Demokratische Partei |
|                                                        | 12  |         | Huy Kanthoul (1909–1991)          | 13. Oktober 1951   | 16. Juni 1952      | 247 Tage           | Demokratische Partei          |
|                                                        | (1) |         | Norodom Sihanouk (1922–2012)      | 16. Juni 1952      | 24. Januar 1953    | 222 Tage           | parteilos                     |
|                                                        | (7) |         | Penn Nouth (1906–1985)            | 24. Januar 1953    | 9. November 1953   | 289 Tage           | Demokratische Partei          |

### Königreich Kambodscha (1953–1970)
| №                                                      | №    | Porträt | Name (Lebensdaten)                                                | Amtsantritt        | Amtsaustritt      | Amtsdauer           | Politische Partei              |
| ------------------------------------------------------ | ---- | ------- | ----------------------------------------------------------------- | ------------------ | ----------------- | ------------------- | ------------------------------ |
| König Norodom Sihanouk (25. April 1941 – 3. März 1955) |      |         |                                                                   |                    |                   |                     |                                |
|                                                        | (7)  |         | Penn Nouth (1906–1985)                                            | 9. November 1953   | 22. November 1953 | 13 Tage             | Demokratische Partei           |
|                                                        | 13   |         | Chan Nak (1892–1954)                                              | 23. November 1953  | 7. April 1954     | 135 Tage            | parteilos                      |
|                                                        | (1)  |         | Norodom Sihanouk (1922–2012)                                      | 7. April 1954      | 18. April 1954    | 11 Tage             | parteilos                      |
|                                                        | (7)  |         | Penn Nouth (1906–1985)                                            | 18. April 1954     | 26. Januar 1955   | 283 Tage            | Demokratische Partei           |
| König Norodom Suramarit (3. März 1955 – 3. April 1960) |      |         |                                                                   |                    |                   |                     |                                |
|                                                        | 14   |         | Leng Ngeth (1900–1975)                                            | 26. Januar 1955    | 3. Oktober 1955   | 250 Tage            | Demokratische Partei           |
|                                                        | (1)  |         | Norodom Sihanouk (1922–2012)                                      | 3. Oktober 1955    | 5. Januar 1956    | 94 Tage             | Sangkum Reastr Niyum           |
|                                                        | (11) |         | Oum Chheang Sun (1900–1963)                                       | 5. Januar 1956     | 29. Februar 1956  | 55 Tage             | Sangkum Reastr Niyum           |
|                                                        | (1)  |         | Norodom Sihanouk (1922–2012)                                      | 1. März 1956       | 24. März 1956     | 0 Jahre, 23 Tage    | Sangkum Reastr Niyum           |
|                                                        | 15   |         | Khim Tit (1896–1975)                                              | 3. April 1956      | 29. Juli 1956     | 117 Tage            | Sangkum Reastr Niyum           |
|                                                        | (1)  |         | Norodom Sihanouk (1922–2012)                                      | 15. September 1956 | 15. Oktober 1956  | 30 Tage             | Sangkum Reastr Niyum           |
|                                                        | 16   |         | Sam Yun (1905–1974)                                               | 25. Oktober 1956   | 9. April 1957     | 166 Tage            | Sangkum Reastr Niyum           |
|                                                        | (1)  |         | Norodom Sihanouk (1922–2012)                                      | 9. April 1957      | 7. Juli 1957      | 89 Tage             | Sangkum Reastr Niyum           |
|                                                        | 17   |         | Sim Var (1906–1989)                                               | 26. Juli 1957      | 11. Januar 1958   | 169 Tage            | Sangkum Reastr Niyum           |
|                                                        | 18   |         | Ek Yi Oun (1910–2013)                                             | 11. Januar 1958    | 17. Januar 1958   | 0 Jahre, 6 Tage     | Sangkum Reastr Niyum           |
|                                                        | (7)  |         | Penn Nouth (1906–1985)                                            | 17. Januar 1958    | 24. April 1958    | 97 Tage             | Sangkum Reastr Niyum           |
|                                                        | (17) |         | Sim Var (1906–1989)                                               | 24. April 1958     | 10. Juli 1958     | 77 Tage             | Sangkum Reastr Niyum           |
|                                                        | (1)  |         | Norodom Sihanouk (1922–2012)                                      | 10. Juli 1958      | 19. April 1960    | 1 Jahr und 284 Tage | Sangkum Reastr Niyum           |
| Prinz Norodom Sihanouk (20. Juni 1960 – 18. März 1970) |      |         |                                                                   |                    |                   |                     |                                |
|                                                        | 19   |         | Pho Proeung (1903–1975)                                           | 19. April 1960     | 28. Januar 1961   | 284 Tage            | parteilos                      |
|                                                        | (7)  |         | Penn Nouth (1906–1985)                                            | 28. Januar 1961    | 17. November 1961 | 293 Tage            | Sangkum Reastr Niyum           |
|                                                        | (1)  |         | Norodom Sihanouk (1922–2012)                                      | 17. November 1961  | 13. Februar 1962  | 88 Tage             | Sangkum Reastr Niyum           |
|                                                        | 20   |         | Nhiek Tioulong (1908–1996) Kommissarischer Premierminister        | 13. Februar 1962   | 6. August 1962    | 174 Tage            | Sangkum Reastr Niyum / Militär |
|                                                        | 21   |         | Chau Sen Cocsal Chhum (1905–2009) Kommissarischer Premierminister | 6. August 1962     | 6. Oktober 1962   | 61 Tage             | Sangkum Reastr Niyum           |
|                                                        | 22   |         | Norodom Kantol (1920–1976)                                        | 6. Oktober 1962    | 25. Oktober 1966  | 4 Jahre und 19 Tage | Sangkum Reastr Niyum           |
|                                                        | 23   |         | Lon Nol (1913–1985)                                               | 25. Oktober 1966   | 1. Mai 1967       | 188 Tage            | Sangkum Reastr Niyum / Militär |
|                                                        | 24   |         | Son Sann (1911–2000)                                              | 1. Mai 1967        | 31. Januar 1968   | 275 Tage            | Sangkum Reastr Niyum           |
|                                                        | (7)  |         | Penn Nouth (1906–1985)                                            | 31. Januar 1968    | 14. August 1969   | 1 Jahr und 195 Tage | Sangkum Reastr Niyum           |
|                                                        | (23) |         | Lon Nol (1913–1985)                                               | 14. August 1969    | 9. Oktober 1970   | 1 Jahr und 56 Tage  | Sangkum Reastr Niyum / Militär |

### Republik Khmer(1970–1975)
| №                                                   | №    | Porträt | Name (Lebensdaten)               | Amtsantritt       | Amtsaustritt     | Amtsdauer           | Politische Partei       |
| --------------------------------------------------- | ---- | ------- | -------------------------------- | ----------------- | ---------------- | ------------------- | ----------------------- |
| Präsident Cheng Heng (21. März 1970 – 9. März 1972) |      |         |                                  |                   |                  |                     |                         |
|                                                     | (23) |         | Lon Nol (1913–1985)              | 9. Oktober 1970   | 11. März 1971    | 153 Tage            | Militär                 |
| Präsident Lon Nol (10. März 1972 – 1. April 1975)   |      |         |                                  |                   |                  |                     |                         |
|                                                     | 25   |         | Sisowath Sirik Matak (1914–1975) | 11. März 1971     | 18. März 1972    | 1 Jahr und 7 Tage   | Militär                 |
|                                                     | (2)  |         | Son Ngoc Thanh (1908–1977)       | 18. März 1972     | 15. Oktober 1972 | 211 Tage            | Khmer Serei             |
|                                                     | 26   |         | Hang Thun Hak (1926–1975)        | 15. Oktober 1972  | 6. Mai 1973      | 203 Tage            | Social Republican Party |
|                                                     | 27   |         | In Tam (1922–2006)               | 6. Mai 1973       | 9. Dezember 1973 | 217 Tage            | Demokratische Partei    |
|                                                     | 28   |         | Long Boret (1933–1975)           | 26. Dezember 1973 | 17. April 1975   | 1 Jahr und 129 Tage | Social Republican Party |

### Demokratisches Kampuchea(1975–1979)
| №                                                                                 | №    | Porträt | Name (Lebensdaten)                                     | Amtsantritt        | Amtsaustritt       | Amtsdauer           | Politische Partei                     |
| --------------------------------------------------------------------------------- | ---- | ------- | ------------------------------------------------------ | ------------------ | ------------------ | ------------------- | ------------------------------------- |
| Prinz Norodom Sihanouk (17. April 1975 – 11. April 1976)                          |      |         |                                                        |                    |                    |                     |                                       |
|                                                                                   | (7)  |         | Penn Nouth (1906–1985)                                 | 17. April 1975     | 4. April 1976      | 353 Tage            | Nationale Einheitsfront von Kampuchea |
|                                                                                   | 29   |         | Khieu Samphan (* 1931) Kommissarischer Premierminister | 4. April 1976      | 14. April 1976     | 0 Jahre, 10 Tage    | Kommunistische Partei Kampucheas      |
| Vorsitzender des Staatspräsidiums Khieu Samphan (11. April 1976 – 7. Januar 1979) |      |         |                                                        |                    |                    |                     |                                       |
|                                                                                   | 30   |         | Pol Pot (1925–1998)                                    | 14. April 1976     | 27. September 1976 | 166 Tage            | Kommunistische Partei Kampucheas      |
|                                                                                   | 31   |         | Nuon Chea (1926–2019)                                  | 27. September 1976 | 25. Oktober 1976   | 0 Jahre, 28 Tage    | Kommunistische Partei Kampucheas      |
|                                                                                   | (30) |         | Pol Pot (1925–1998)                                    | 25. Oktober 1976   | 7. Januar 1979     | 2 Jahre und 74 Tage | Kommunistische Partei Kampucheas      |

### Volksrepublik Kampucheaund Staat Kambodscha (1979–1993)
| №                                                                                                  | №    | Porträt | Name (Lebensdaten)                                   | Amtsantritt        | Amtsaustritt       | Amtsdauer            | Politische Partei                                                  |
| -------------------------------------------------------------------------------------------------- | ---- | ------- | ---------------------------------------------------- | ------------------ | ------------------ | -------------------- | ------------------------------------------------------------------ |
| Amt Vakant (7. Januar 1979 – 27. Juni 1981) Heng Samrin als Vorsitzender des Volksrevolutionsrates |      |         |                                                      |                    |                    |                      |                                                                    |
| Vorsitzender des Staatsrats Heng Samrin (27. Juni 1981 – 6. April 1992)                            |      |         |                                                      |                    |                    |                      |                                                                    |
| | 32   |         | Pen Sovan (1936–2016)                                | 27. Juni 1981      | 5. Dezember 1981   | 161 Tage             | Revolutionäre Volkspartei Kampucheas                               |
| | 33   |         | Chan Sy (1932–1984)                                  | 9. Februar 1982    | 26. Dezember 1984  | 2 Jahre und 321 Tage | Revolutionäre Volkspartei Kampucheas                               |
| | 34   |         | Hun Sen (* 1952)                                     | 14. Januar 1985    | 2. Juli 1993       | 8 Jahre und 169 Tage | Revolutionäre Volkspartei Kampucheas/ Kambodschanische Volkspartei |
| | 35   |         | Norodom Ranariddh (1944–2021) Erster Premierminister | 2. Juli 1993       | 24. September 1993 | 84 Tage              | FUNCINPEC                                                          |
| | (34) |         | Hun Sen (* 1952) Zweiter Premierminister             | 21. September 1993 | 24. September 1993 | 3 Tage               | Kambodschanische Volkspartei                                       |

### Königreich (1993–heute)
| №                                                             | №    | Porträt | Name (Lebensdaten)                                   | Amtsantritt        | Amtsaustritt      | Amtsdauer             | Politische Partei            |
| ------------------------------------------------------------- | ---- | ------- | ---------------------------------------------------- | ------------------ | ----------------- | --------------------- | ---------------------------- |
| König Norodom Sihanouk (24. September 1993 – 7. Oktober 2004) |      |         |                                                      |                    |                   |                       |                              |
|                                                               | (35) |         | Norodom Ranariddh (1944–2021) Erster Premierminister | 24. September 1993 | 6. Juli 1997      | 3 Jahre und 285 Tage  | FUNCINPEC                    |
|                                                               | (34) |         | Hun Sen (* 1952) Zweiter Premierminister             | 24. September 1993 | 30. November 1998 | 5 Jahre und 67 Tage   | Kambodschanische Volkspartei |
|                                                               | 36   |         | Ung Huot (* 1945) Erster Premierminister             | 16. Juli 1997      | 30. November 1998 | 1 Jahr und 137 Tage   | FUNCINPEC                    |
| König Norodom Sihamoni (14. Oktober 2004 – heute)             |      |         |                                                      |                    |                   |                       |                              |
|                                                               | (34) |         | Hun Sen (* 1952)                                     | 30. November 1998  | 22. August 2023   | 24 Jahre und 265 Tage | Kambodschanische Volkspartei |
|                                                               | 37   |         | Hun Manet (* 1977)                                   | 30. November 1998  | amtierend         | 1 Jahr und 189 Tage   | Kambodschanische Volkspartei |